# Edosa isopela
Edosa isopela är en fjärilsart som beskrevs av Edward Meyrick 1917. Edosa isopela ingår i släktet Edosa och familjen äkta malar.
Artens utbredningsområde är Pakistan. Inga underarter finns listade i Catalogue of Life.